# Beuningen
Beuningen este o comună și o localitate în provincia Gelderland, Țările de Jos. 

## Localități componente
Beuningen, Ewijk, Weurt, Winssen.